# كارلو دي كوزيمو دي ميديشي
كارلو دي كوزيمو دي ميديشي (فلورنسا، 1428 أو 1430 - فلورنسا، 29 مايو 1492) رجل دين وقس إيطالي، ابن غير شرعي لكوزيمو دي ميديشي (الأكبر) من أمـَـة شركسية تدعى مادالينا.
ألحقه والده بالسلك الديني . بعد أن أصبح كاهن مرتل لمنطقة فلورنسا عام 1450 ، تم تعيينه رئيساً لكنيسة سانتا ماريا في موجيلو و لكنيسة سان دوناتو دي كالنسانو (حيث بنى باحتها المتناسقة).
أصبح أباتي لكنيسة سان سالفاتوري في فايانو ، كما كان قد عـُيـّن الجابي العام والسفير البابوي في توسكانا.
صار وهو متقدم في السن رئيس رهبان براتو عام 1460. بقيت له لوحة مزعومة بريشة أندريا مانتينيا محفوظة في الأوفيتسي

## وصلات خارجية
- (بالإنجليزية) المصدر: Archivio online di documenti sulla famiglia Medici